# Luciogobius grandis
Luciogobius grandis es una especie de peces de la familia de los Gobiidae en el orden de los Perciformes.

## Distribución geográfica
Se encuentra en el Japón y en Corea del Sur.

## Observaciones
Es inofensivo para los humanos.